# 特羅斯季亞涅齊 (多利納區)
49°3′45″N 24°0′57″E / 49.06250°N 24.01583°E

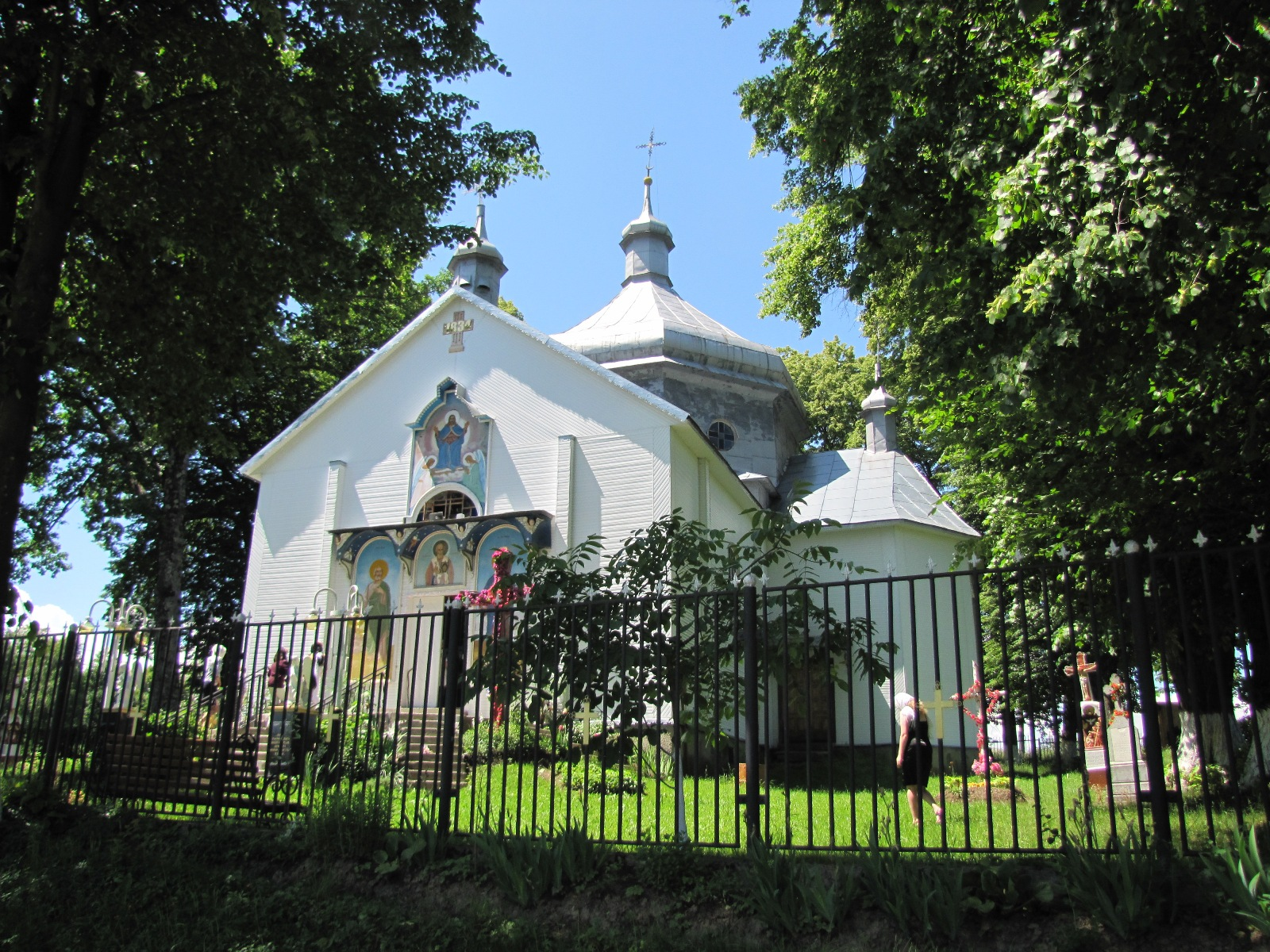

特羅斯季亞涅齊（烏克蘭語：Тростянець），是烏克蘭西部的村莊，隸屬伊萬諾-弗蘭科夫斯克州的卡盧什區。該村始建於1578年，面積19.8平方公里，2001年人口1,319，人口密度每平方公里66.7人。